# Thierry Déglon
Pour les articles homonymes, voir Déglon.
Thierry Déglon, né le 9 août 1954 à Thiers, est une personnalité politique française, ancien maire de Thiers.

## Biographie[2]
Il dirige la société Déglon, fondée à Thiers en 1921 par son grand-père Jean Déglon, originaire de Suisse. La production de l'entreprise de coutellerie est destinée aux professionnels des métiers de bouche. 
Ancien adjoint à l'économie du maire socialiste Maurice Adevah-Pœuf, en rupture avec celui-ci, Thierry Déglon se présente en 2001 à la tête d'une liste sans étiquette. Sa liste arrive en seconde position de la triangulaire, derrière l'union de la gauche mais devant la liste de droite. Après le retrait de cette dernière, il remporte le second tour. L'échec du nouveau maire aux cantonales de 2004 (34,11 % à Thiers contre 65,89 % pour Annie Chevaldonné) semble lui promettre une réélection difficile. Cependant, en 2008, il bénéficie de l'absence de liste à droite et remporte les municipales au premier tour face à la gauche conduite par la conseillère générale Annie Chevaldonné.
Aux élections municipales de 2014, dans un contexte national pourtant très défavorable à la gauche, Thierry Déglon se voit ravir la mairie par Claude Nowotny, ancien suppléant du député André Chassaigne. Au second tour, la liste Déglon recueille 48,53 % des voix contre 51,47 % à la liste de la gauche.
Son action municipale s'est portée plus particulièrement sur le renouvellement urbain (avec l'ANRU) ainsi que sur la promotion du sport et la rénovation des équipements sportifs. Son deuxième mandat a vu la création de la Maison de l'Aventure Industrielle (usine du May) ainsi que d'un pôle des services publics dans l'ancien collège Audembron.
Il se présente en tant que suppléant à Myriam Fougère (LR), maire d'Ambert, aux élections législatives de 2017 dans la cinquième circonscription du Puy-de-Dôme (Thiers-Ambert) et obtient 9,7 % des voies (14,35 % à Thiers). Ils n'accèdent donc pas au second tour.
En juillet 2016, Thierry Déglon est élu président de la Fédération française de la coutellerie pour un mandat de trois ans

## Divers
- Dès son arrivée au fauteuil de maire de Thiers, Thierry Déglon va diminuer des subventions pour essayer de désendetter la ville[8] malgré un endettement record de près de 29 millions d'euros lors de son second mandat en 2009[9].
- Début 2009, lors de son deuxième mandat de maire de Thiers, il a fermé la Piscine d'Iloa (centre aqualudique extérieur, la plus grande piscine d'Auvergne)[10].